# 草上駅
草上駅（チョサンえき、朝鮮語: 초상역）は朝鮮民主主義人民共和国慈江道熙川市にある駅で、満浦線に属する。 

## 隣の駅
満浦線
清下駅 - 草上駅 - 東新駅

## 関連書籍
- 国分隼人（2007年）. 『将軍様の鉄道 北朝鮮鉄道事情』, 新潮社. ISBN 9784103037316